# 藨寄生
藨寄生（学名：Gleadovia ruborum）为列当科藨寄生属下的一个种。
生態環境：和于海拔900-3500m的林下溫處或灌叢同，喜寄生於懸鉤子屬（Rubus）植物根上。
資源分布：分布於湖南、廣西、四川、雲南等地。